# Emilia Ramboldt
Emilia Ingrid Maria Ramboldt, geb. Andersson, (* 31. August 1988 in Sollentuna) ist eine schwedische Eishockeyspielerin, die seit der Saison 2013/14 für den Linköpings HC in der Svenska damhockeyligan auf der Position der Verteidigerin spielt.

## Karriere
Im Laufe ihrer sportlichen Karriere spielte Ramboldt bei mehreren Vereinen. Zunächst bis Sommer 2008 bei AIK Solna, anschließend an der Minnesota State University of Mankato, lediglich von einem einjährigen Intermezzo bei Segeltorps IF unterbrochen. Seit Sommer 2013 spielt die Verteidigerin für den Linköpings HC. Insbesondere zu Beginn ihrer Karriere feierte sie mit dem AIK Solna zahlreiche Erfolge, darunter zwei schwedische Meistertitel und viermal den Gewinn des IIHF European Women Champions Cup. Im Laufe der Jahre ließ sie mit Segeltorp und Linköping drei weitere Meistertitel folgen. 2015 erhielt sie die höchste Auszeichnung im schwedischen Fraueneishockey, den Årets hockeytjej.

### International
Ramboldt war Mitglied in der schwedischen Eishockeynationalmannschaft bei den Olympischen Winterspielen 2010 in Vancouver und 2014 in Sotschi. Ebenso wurde sie für den schwedischen Kader bei den Olympischen Winterspielen 2018 in Pyeongchang nominiert, den sie als Mannschaftskapitänin anführte. Darüber hinaus wird sie seit 2007 regelmäßig bei Weltmeisterschaften eingesetzt. Bei ihrer ersten Teilnahme gewann sie die Bronzemedaille.

## Erfolge und Auszeichnungen
| - 2004 Schwedischer Meister mit dem AIK Solna - 2004 IIHF-European-Women-Champions-Cup-Gewinn mit dem AIK Solna - 2005 IIHF-European-Women-Champions-Cup-Gewinn mit dem AIK Solna - 2006 IIHF-European-Women-Champions-Cup-Gewinn mit dem AIK Solna - 2007 Schwedischer Meister mit dem AIK Solna - 2008 IIHF-European-Women-Champions-Cup-Gewinn mit dem AIK Solna | - 2010 Schwedischer Meister mit dem Segeltorps IF - 2014 Schwedischer Meister mit dem Linköpings HC - 2015 Schwedischer Meister mit dem Linköpings HC - 2015 Årets hockeytjej - 2016 Schwedischer Vizemeister mit dem Linköpings HC |

### International
- 2007 Bronzemedaille bei der Weltmeisterschaft

## Sonstiges
Seit Juni 2015 ist sie mit Anna Ramboldt verheiratet. 2017 wurde der gemeinsame Sohn geboren.
Ramboldts jüngerer Bruder Jimmy Andersson ist ebenfalls professioneller Eishockeyspieler.